# 上高屋村
上高屋村（かみたかやむら）はかつて岐阜県本巣郡に存在した村である。現在の本巣市上高屋（旧・糸貫町の一部）である。

## 歴史
- 江戸時代、大野郡高屋村であった。
- 1889年（明治22年）7月1日 - 町村制で、高屋村が上高屋村に改称し発足。同時に大野郡から本巣郡に移る。
- 1897年（明治30年）4月1日 - 有里村・石神村・数屋村・随原村・長屋村・見延村と合併し、一色村が発足。同日上高屋村廃止。

## その他
- 高屋村から上高屋村へと改名したのは、既に本巣郡に高屋村（現・北方町高屋）があったためと推測される。